# Vacation Friends
Vacation Friends es una película estadounidense de comedia dirigida por Clay Tarver, quién coescribió junto con Tom Mullen, Tim Mullen, Jonathan Goldstein y John Francis Daley. Es protagonizada por John Cena, Lil Rel Howery, Yvonne Orji, Meredith Hagner, Andrew Bachelor, Lynn Whitfield, Robert Wisdom y Tawny Newsome.
Vacation Friends se estrenó en Hulu en Estados Unidos y Disney+ Star en el resto del mundo el 27 de agosto de 2021 y el 31 de agosto de ese mismo año por Star+ en Latinoamérica y Walt Disney Studios Motion Pictures.

## Trama
En esta comedia cruda y obscena, Marcus y Emily se hacen amigos de los fiesteros salvajes y en busca de emociones, Ron y Kyla, en un resort en México. Viviendo el momento, la pareja normalmente sensata se suelta para disfrutar de una semana de diversión y desenfreno sin inhibiciones con sus nuevos «amigos de vacaciones». Meses después de su paseo por el lado salvaje, Marcus y Emily se horrorizan cuando Ron y Kyla aparecen sin invitación en su boda, creando caos y demostrando que lo que sucede en las vacaciones no necesariamente se queda de vacaciones.

## Reparto
- Lil Rel Howery como Marcus
- Yvonne Orji como Emily
- John Cena como Ron
- Meredith Hagner como Kyla
- Andrew Bachelor como Gabe[3]
- Lynn Whitfield como Suzanne
- Robert Wisdom como Harold
- Tawny Newsome como Brooke
- Kamal Bolden como Bennet
- Barry Rothbart como Darren
- Anna Maria Horsford como Nancy[4]
- Carlos Santos como Maurillio

## Producción
En marzo de 2014, se anunció que Chris Pratt y Anna Faris se habían unido al reparto de la película, y que Steve Pink se encargaría de la dirección a partir de un guion de Tom y Tim Mullen, y que 20th Century Fox se encargaría de la distribución. En noviembre de 2015, se anunció que Ice Cube se había unido al reparto de la película, reemplazando a Pratt, y que Farris ya no estaba vinculada en el proyecto. En diciembre de 2019, se anunció que John Cena, Lil Rel Howery y Meredith Hagner se habían unido al elenco de la película, con Clay Tarver reemplazando a Pink, y 20th Century Studios pasaría a producir en lugar de distribuir, con Hulu distribuyendo en su lugar. En enero de 2020, Yvonne Orji se unió al reparto de la película. En marzo de 2020, Tawny Newsome y Barry Rothbart se unieron al reparto de la película. En septiembre de 2020, Lynn Whitfield, Robert Wisdom y Kamal Bolden se unieron al reparto de la película.
La fotografía principal comenzó en Georgia en marzo de 2020. Sin embargo, la producción se detuvo debido a la pandemia de COVID-19. La producción se reanudó en septiembre de 2020, 20th Century Studios presenta un nuevo clip para Vacation Friends con John Cena bromeando sobre su interés en un cuarteto en la película de comedia. y concluyó en octubre de 2020.